# Lestes praemorsus
Lestes praemorsus – gatunek ważki z rodziny pałątkowatych (Lestidae).